# Нгуєн Туан Ан

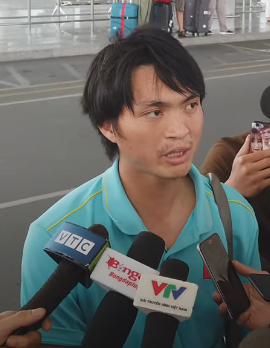
2019

Нгуєн Туан Ан (в'єт. Nguyễn Tuấn Anh, нар. 16 травня 1995) — в'єтнамський футболіст,  півзахисник клубу «Хоангань Зялай».

## Клубна кар'єра
Грав за «Хоангань Зялай», з якого 2016 року ненадовго здавався в оренду в японську «Йокогаму».

## Виступи за збірну
Дебютував 2016 року в офіційних матчах у складі національної збірної В'єтнаму. У формі головної команди країни зіграв 7 матчів.

## Статистика
| Збірна В'єтнаму | Збірна В'єтнаму | Збірна В'єтнаму |
| Роки            | Ігри            | голи            |
| --------------- | --------------- | --------------- |
| 2016            | 6               | 1               |
| 2017            | 1               | 0               |
| Усього          | 7               | 1               |

## Титули і досягнення
- Чемпіон В'єтнаму: 2023/24
- Володар Суперкубка В'єтнаму: 2024